# Viña Bajoz
Viña Bajoz es una bodega española asentada en Morales de Toro, dentro de la Denominación de Origen Toro.

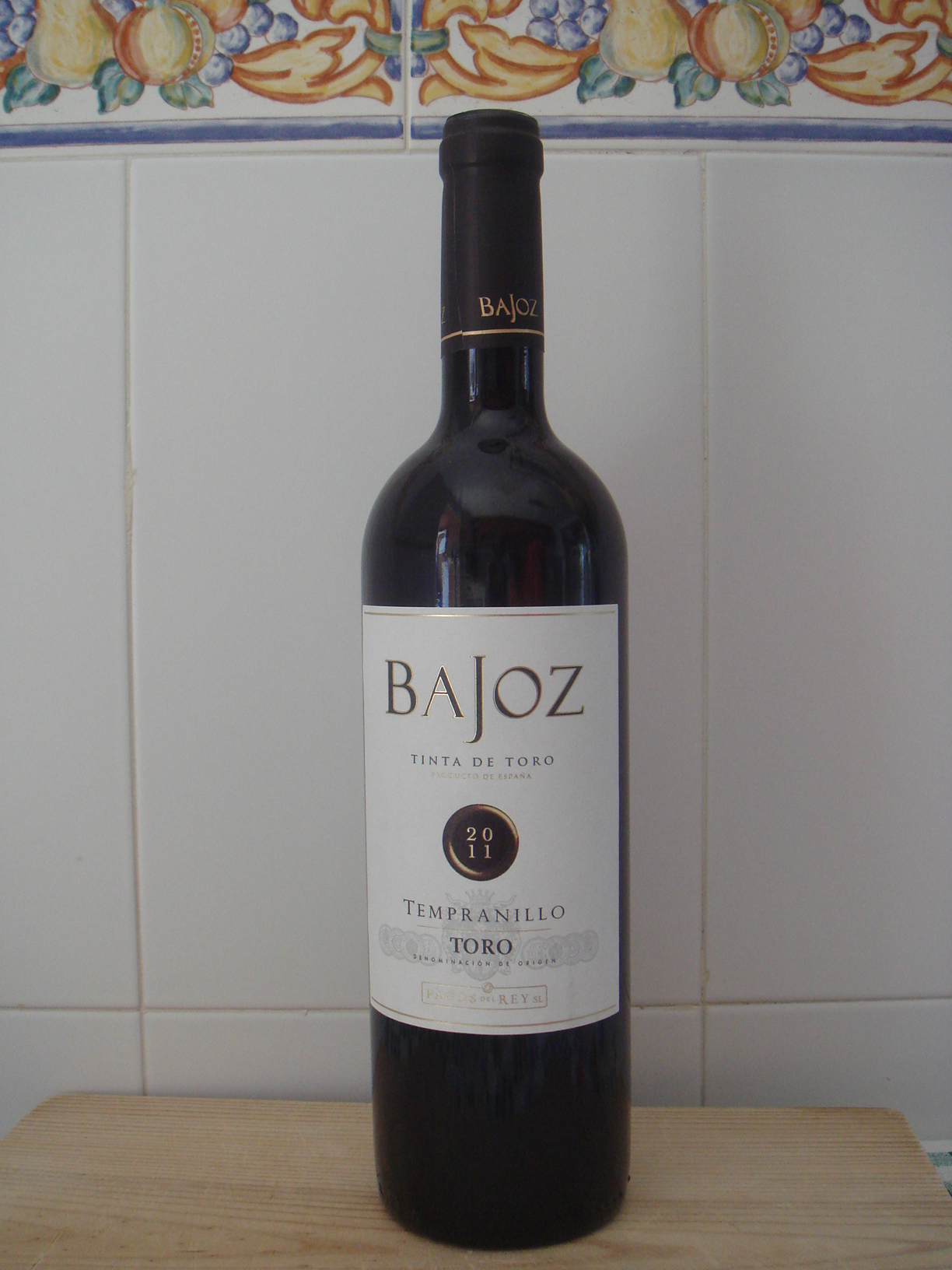
Una botella de Viña Bajoz

Cuenta con 1100 hectáreas, lo que representa aproximadamente una sexta parte de la Denominación de Origen Toro. Elabora vinos tintos, blancos y rosados de las variedades propias de la D.O., Tinta de Toro, Garnacha, Malvasía y verdejo.

## Historia
La cooperativa toma su nombre del río Bajoz. Fundada en 1962 por varios viticultures, se convierte en la primera cooperativa de la zona.
A partir del año 2000 realiza una remodelación total de sus instalaciones con renovación de la imagen exterior, urbanización del entorno, sala de barricas con capacidad para 3000 barricas, almacén, naves de elaboración con depósitos en acero inoxidable y control de temperatura, depuración de las aguas residuales y cambio de la imagen.
Como consecuencia de dichas inversiones en infraestructuras, que fueron desproporcionadas y rompieron el equilibrio económico de la cooperativa, se vio envuelta en graves problemas económicos que la llevaron a presentar un concurso de acreedores en mayo de 2008.
El grupo manchego Félix Solís compra por 7,2 millones de euros la cooperativa y anuncia un plan de inversiones para la modernización y la mejoras de las instalaciones de producción de Viña Bajoz por valor de 15 millones de euros.
La Cooperativa Viña Bajoz pasa a estar englobada en el grupo Pagos del Rey, la empresa perteneciente al holding Félix Solís que aglutina las bodegas que el grupo tiene en Rioja, Rueda y Ribera de Duero.

## Vinos
- Bajoz
- Gran Bajoz
- Finca La Meda
- Caño
- Ovación, Denominación de Origen Rueda
- O1 ecológico